# Карлос Контрерас
Карлос Контрерас (ісп. Carlos Contreras Guillaume, 2 жовтня 1938, Сантьяго — 17 квітня 2020, Пуенте-Альто) — чилійський футболіст, що грав на позиції захисника.
Виступав, зокрема, за клуб «Універсідад де Чилі», а також національну збірну Чилі, з якою став бронзовим призером чемпіонату світу 1962 року.

## Клубна кар'єра
У нього було дуже важке і самотнє дитинство, оскільки батько покинув його, коли він народився, а мати померла, коли він був дитиною.
Вихованець «Універсідад де Чилі». На дитячому рівні грав на позиції нападника, в молодіжній команді став півзахисником і нарешті головний тренер першої команди Луїс Аламос поставив його центральним захисником. Контрерас у парі з Умберто Доносо був основним центральним захисником команди в період її розквіту, названого «блакитний балет». За цей час виграв з командою шість чемпіонств (1959, 1962, 1964, 1965, 1967, 1969), взявши участь у 189 матчах чемпіонату.
Протягом 1970—1971 років захищав кольори клубу «Депортес Антофагаста».
Завершив ігрову кар'єру у команді «Ферровіаріос де Чилі», за яку виступав протягом 1972—1973 років, де знову став грати з іншими партнерами по «блакитному балету» Леонелем Санчесом та Серхіо Наварро.

## Виступи за збірну
1959 року дебютував в офіційних іграх у складі національної збірної Чилі у товариському матчі проти Аргентини (4:2).
У складі збірної був учасником чемпіонату світу 1962 року у Чилі, на якому команда здобула бронзові нагороди. Збірна посіла друге місце в групі С з ФРН, Італією і Швейцарією, а потім у чвертьфіналі виграла у СРСР з рахунком 2:1 і програла в півфіналі майбутньому чемпіону, Бразилії, з рахунком 2:4. Збірна Чилі завоювала бронзові медалі чемпіонату, здолавши в матчі за третє місце Югославію з рахунком 1:0. Карлос Контрерас був гравцем стартового складу в матчах групового етапу, чвертьфіналі та півфіналі, пропустивши лише останнє гру за 3-тє місце.
Загалом протягом кар'єри у національній команді, яка тривала 8 років, провів у її формі 44 матчі, з них 30 офіційних.
В останні роки хворів на хворобу Альцгеймера та Паркінсона. Помер 17 квітня 2020 року на 82-му році життя у місті Пуенте-Альто.

## Титули і досягнення
- Бронзовий призер чемпіонату світу: 1962